# Stainville
Stainville é uma comuna francesa na região administrativa de Grande Leste, no departamento de Meuse. Estende-se por uma área de 20,87 km². Em 2010 a comuna tinha 411 habitantes (densidade: 19,7 hab./km²).